# Nuno Graceliano Lino
Nuno Graceliano Lino (Funchal, 1859 - Funchal, 15 de Fevereiro de 1929) foi professor de piano, compositor, organista da Sé Catedral do Funchal e regente de orquestras.

## Biografia
Nuno Lino, filho de Guilhermina Augusta Jardim e Nuno Rodrigues, um importante músico madeirense e construtor de instrumentos.
Existem poucos dados biográficos sobre Graceliano Lino a maioria deles provém do Diário de Notícia na notícia do seu falecimento. Nuno Graceliano Lino é referido como "um músico distinto e conceituado, professor de piano e regente de orquestras" e qu "além de ser apreciado como compositor", foi "organizador de quase todas as orquestras que se faziam ouvir nos salões aristocráticos e nas grandes solenidades da diocese do Funchal". Nuno foi organista da Sé Catedral do Funchal e atualmente conhece-se uma obra sua para orquestra com cordas, flauta e órgão, a Sinfonia de Santa Cecília. Foi um dos músicos da sua época que participou na comemoração da vinda dos reis D. Carlos I e D. Amélia durante a sua visita à Madeira em 1901.
O músico dirigiu a orquestra que tocou no baile da Quinta Vigia. A escolha de Nuno Lino para dirigir a orquestra do baile é prova do seu prestígio na Madeira. Cyriaco de Brito Nóbrega disse que os jardins da Quinta estavam totalmente iluminados fazendo a vegetação ficar feia de cores, a beleza da iluminação era complementada com a vista para a baía do Funchal, onde explodiam fogos de artifício. Lá estariam cerca de quatrocentas senhoras, nacionais e estrangeiras. As descrições de Cyriaco de Brito Nóbrega continuam sobre a atuação de Nuno Graceliano Lino, diz que o maestro começou o baile começou com uma dança alegre e movimentada que estava na moda no séc. XIX (quadrilha). O rei D. Carlos I agradeceu o espetáculo organizado com um discurso: 
"as manifestações que nos têm sido feitas tornaram-nos reconhecidos e gratos, mas agora não é só isso: as provas de vivo afecto do povo madeirense são de tal natureza que nos constituíram a obrigação de voltarmos à Madeira".